# Berck (gemeente)
Berck of Berck-sur-Mer is een gemeente in het Franse departement Pas-de-Calais (regio Hauts-de-France). De gemeente maakt deel uit van het arrondissement Montreuil. Berck is een badplaats aan de Opaalkust. Berck telde op 1 januari 2022 12.967 inwoners.

## Geschiedenis

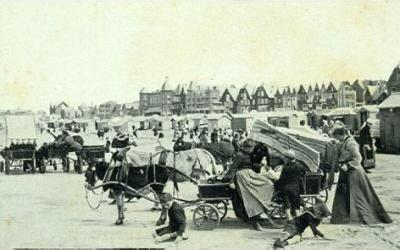
Strand, begin 20ste eeuw

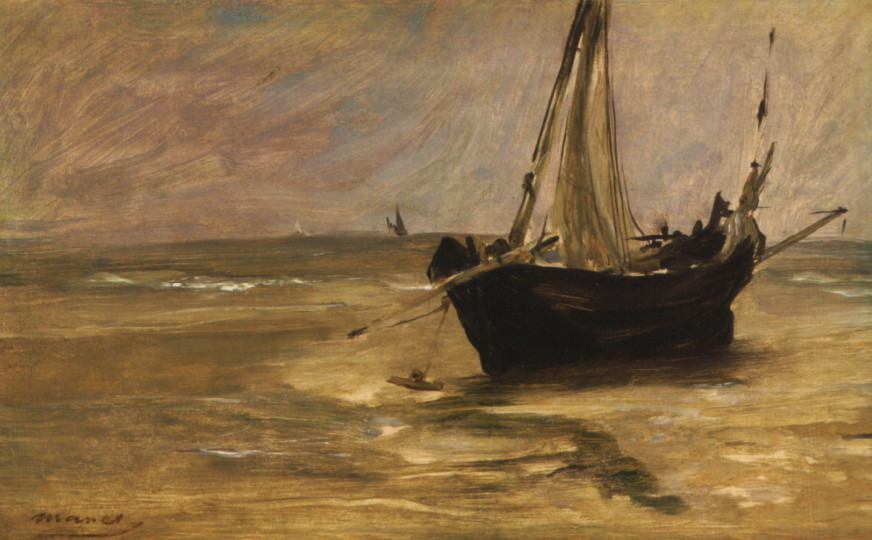
Vissersboot in Berck-sur-Mer, Manet

Oude vermeldingen van de plaats dateren uit de 12de eeuw als Berkeres en de 13de eeuw als Berc en Bierk. De naam zou van Germaanse oorsprong zijn, van "berg" (heuvel) of "birkja" (berkenbos).
De plaats was vroeger een getijhaven. In de tweede helft van de 19de eeuw ontwikkelde Berck zich als een vermaard centrum voor thalassotherapie. In 1869 werd het Hôpital Impérial ingehuldigd door keizerin Eugénie, en nog verschillende andere hospitalen en instellingen openden hun deuren. Op het eind van de 19de eeuw kwamen verschillende grote schilders, zoals Eugène Boudin en Édouard Manet, in Berck zeegezichten schilderen.
In de eerste helft van de 20ste eeuw werd het station van Berck bediend door een spoorlijn uit Aire-sur-la-Lys en een spoorlijn uit Paris-Plage. Dit station werd gesloten en werd later een casino.
Tijdens de Tweede Wereldoorlog werd Berck zwaar gebombardeerd door Britten en Amerikanen op 2 en 5 juni 1944. Hierbij werd vrijwel het gehele zeefront verwoest.
De visserij is sterk teruggelopen. Voor 1914 waren er meer dan 100 vissersboten en in 1974 nog drie. Daarna is de visserij verdwenen. De werkgelegenheid in de verzorgende sector bedraagt 3000 arbeidsplaatsen, en dit betreft vijf hospitalen, waaronder het Centre Héliomarin, het Institut Calot en het Hôpital Maritime. Ook het toerisme is van groot belang.

## Geografie
De oppervlakte van Berck bedroeg op 1 januari 2022 14,88 vierkante kilometer; de bevolkingsdichtheid was toen 871,4 inwoners per km². De gemeente ligt aan de Opaalkust en ten noorden van de baai van de Authie. Berck heeft twee grote kernen: het stadscentrum (Berck-Ville) ligt in het oosten van de gemeente, zo'n twee kilometer van de kust, en in het westen ligt badplaats Berck-Plage.

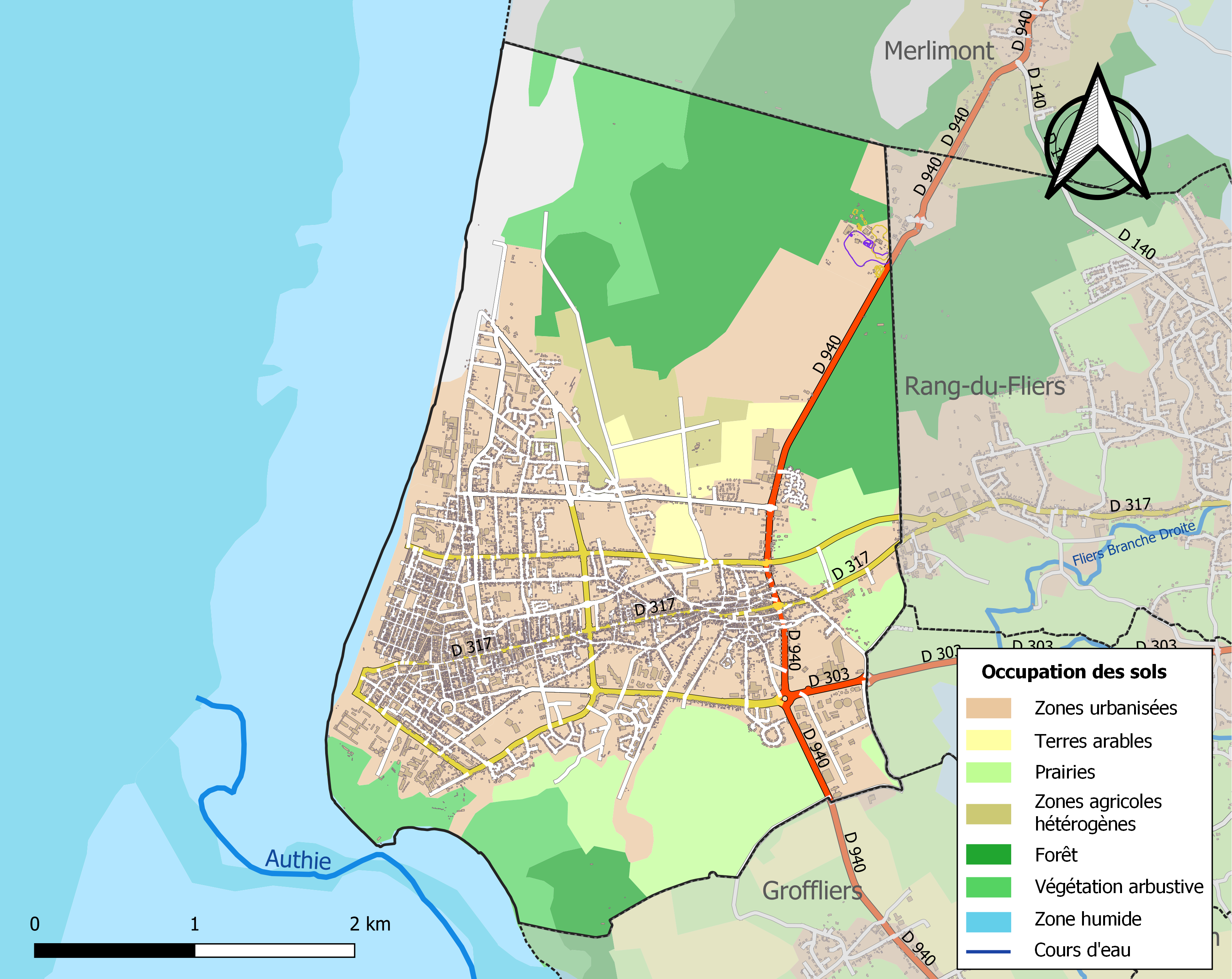
Kaart van de gemeente met belangrijkste infrastructuur, bodemgebruik en omliggende gemeenten

Naast strand en duinen is er ook de Baai van de Authie, die zich ten zuiden van de plaats bevindt.

## Bezienswaardigheden
- De Sint-Jan-de-Doperkerk (Église Saint-Jean-Baptiste) in het stadscentrum. De toren en het koor werden in 1926 beschermd als monument historique. Enkele 16de-eeuwse "culots" (stenen ornamenten) werden in 1915 geklasseerd als monument. De klok uit 1546 was in 1908 geklasseerd, maar werd in 1912 hersmolten.
- De Onze-Lieve-Vrouw van het Zandkerk (Église Notre-Dame-des-Sables) uit 1884, in Berck-Plage. De kerk en de muurschilderingen in het koor werden in 1993 beschermd als monument historique.
- De Sint-Elisabeth van Hongarijekapel (Chapelle Sainte-Elisabeth-de-Hongrie), een kapel uit 1898 van het oude Hôpital Cazin-Perrochaud, werd met haar interieur en schilderijen van Albert Besnard ingeschreven als monument historique in 2010.
- De Vuurtoren van Berck, gebouwd na de Tweede Wereldoorlog. De vuurtoren met bijgebouw en omheining werden in 2010 ingeschreven als monument historique.
- Het Museum van Berck (Musée Opale sud) met onder meer de Marianne Toute Seule, een cordier (type vissersboot) waarvan in 1992 een replica werd vervaardigd.
- Op de stranden van Berck-sur-Mer vindt sinds 1987 een jaarlijks vliegerfestival plaats, doorgaans in de maand april.

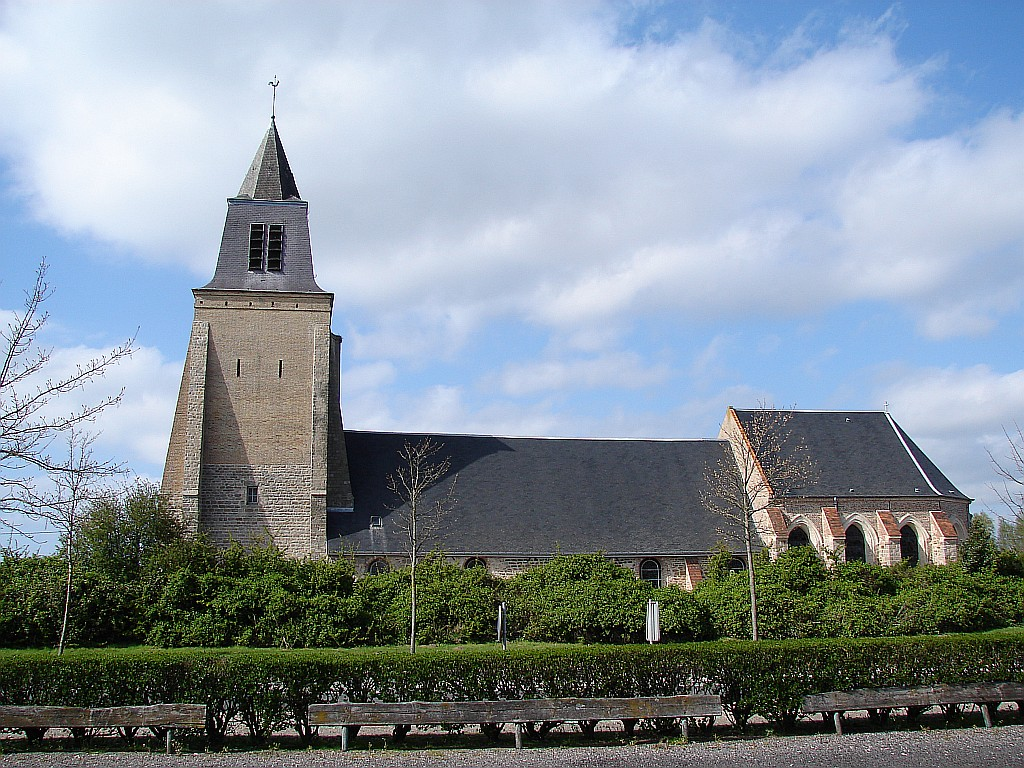
Église Saint-Jean-Baptiste
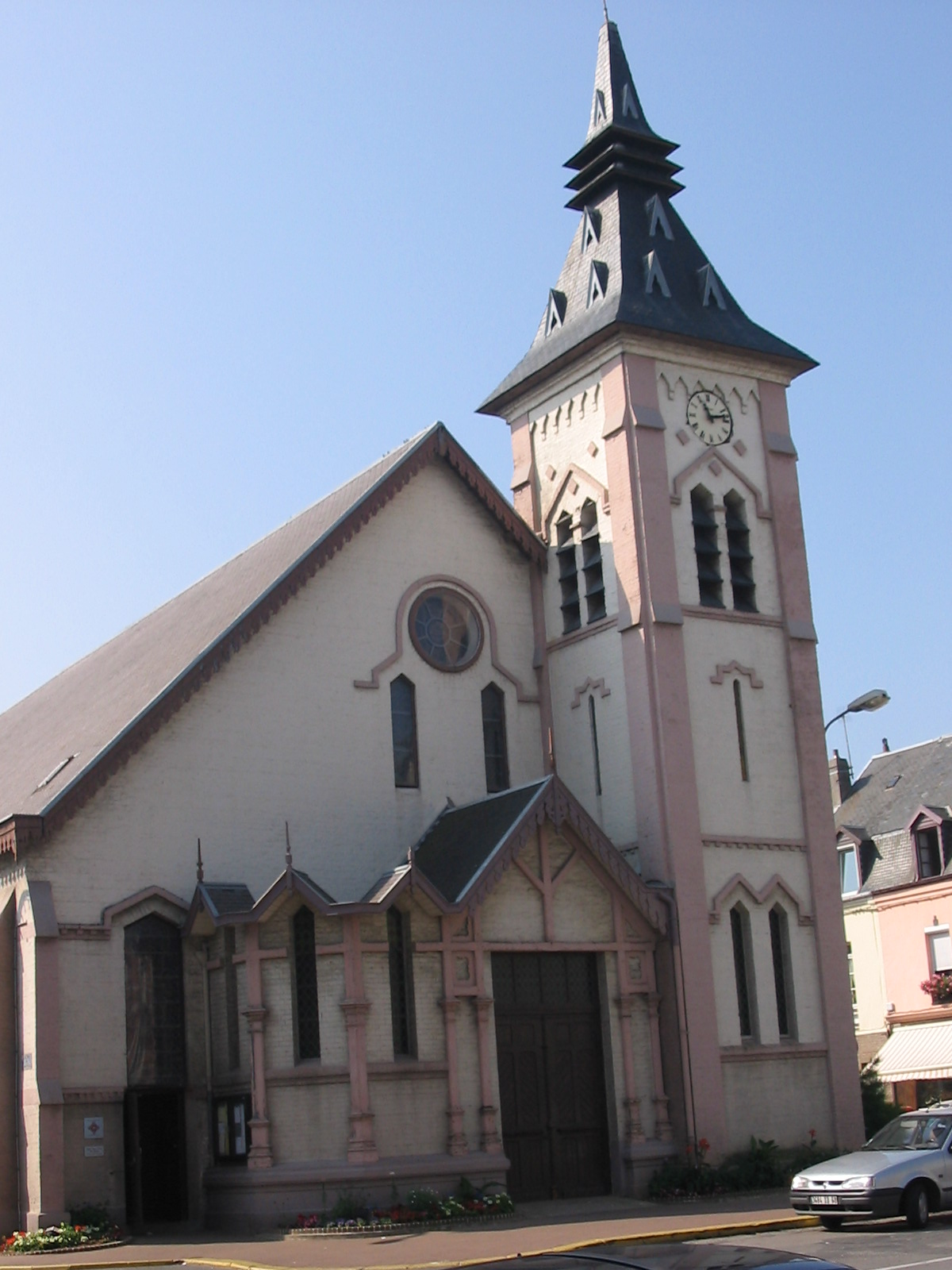
Église Notre-Dame-des-Sables
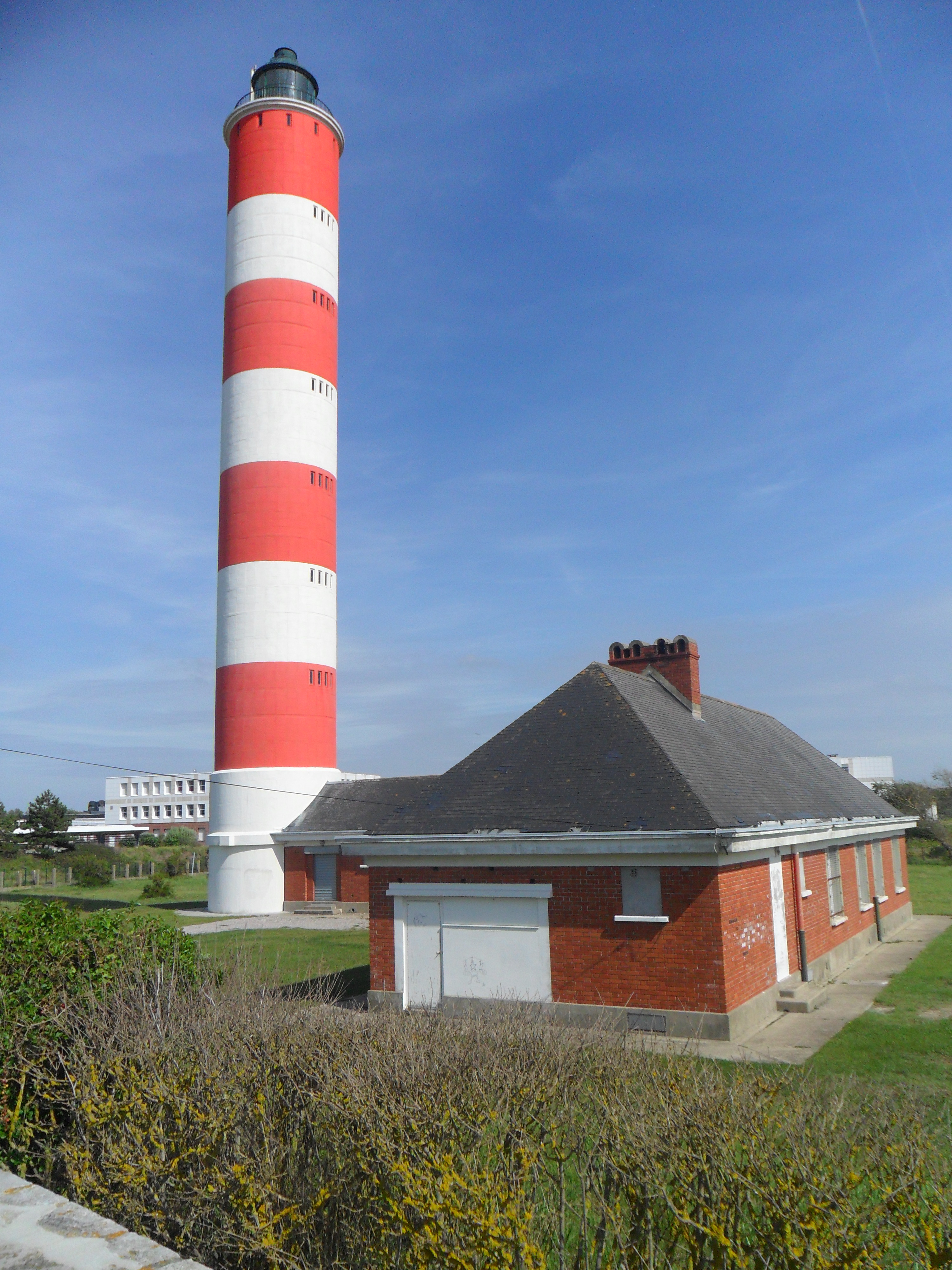
Vuurtoren van Berck
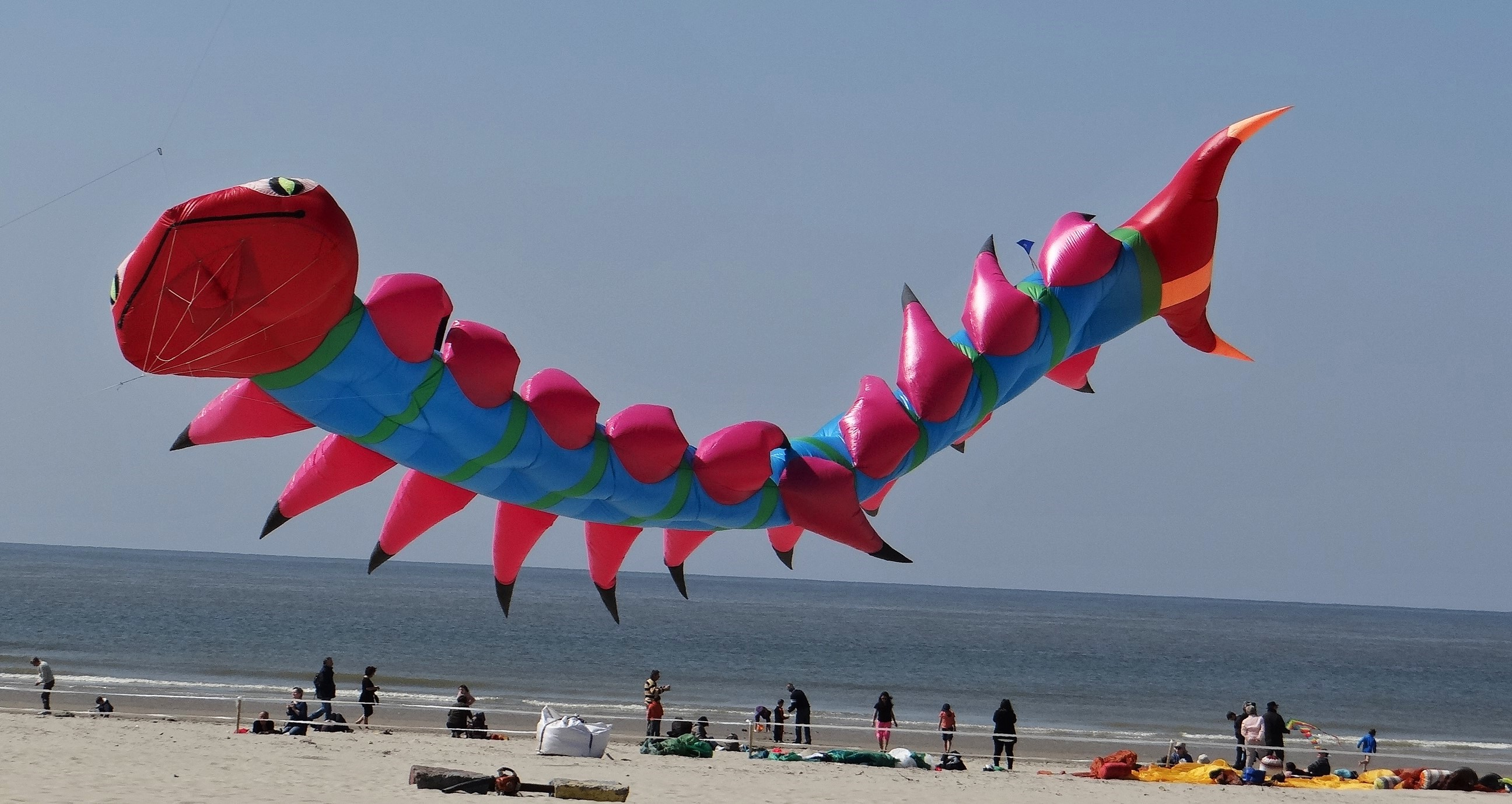
Vliegerfestival van Berck, 2014

## Demografie
Onderstaande figuur toont het verloop van het inwonertal (bron: INSEE-tellingen).

## Verkeer en vervoer

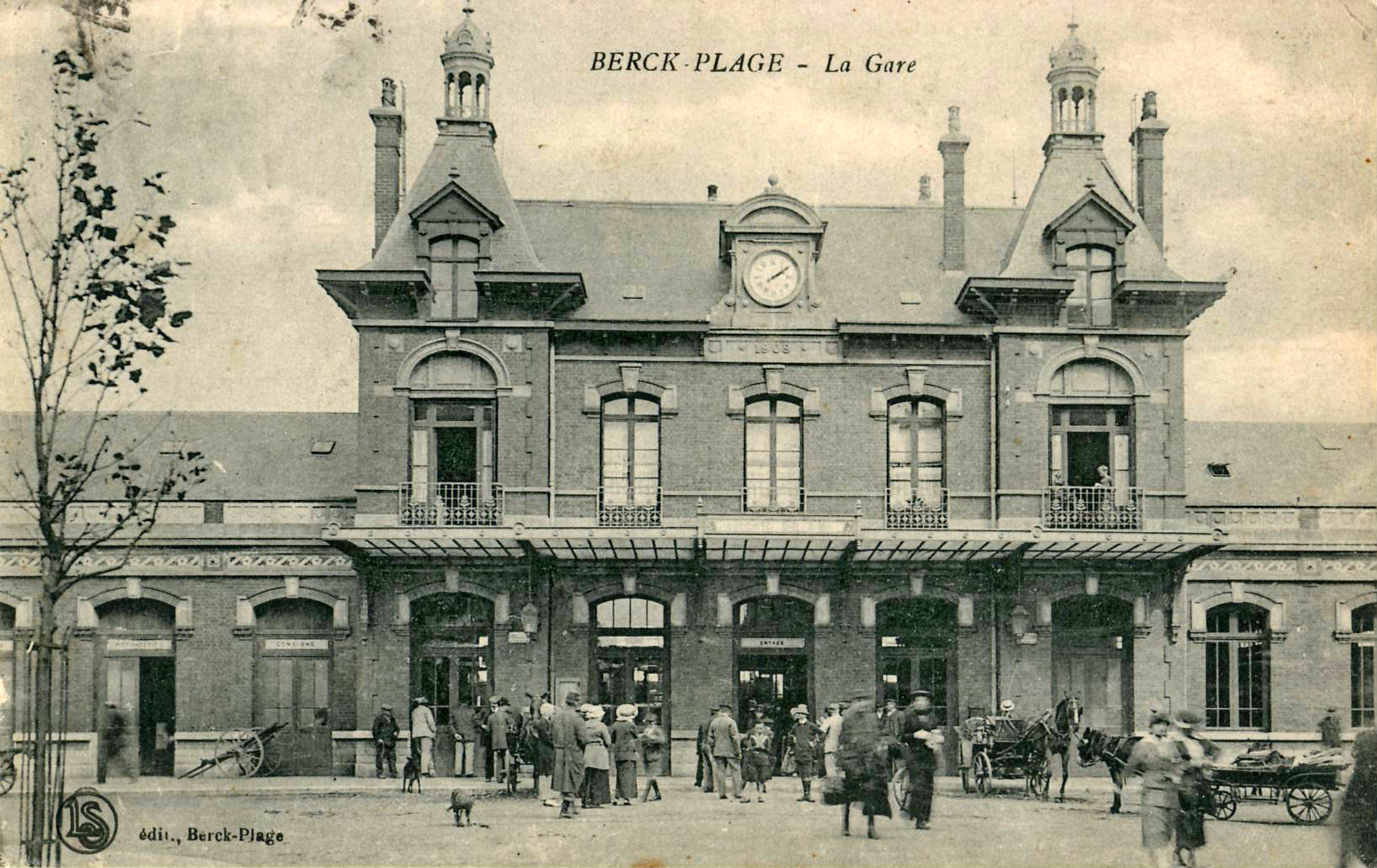
Voormalig station

In het noordoosten van de gemeente ligt het vliegveld van Berck-sur-Mer (Aérodrome de Berck-sur-Mer), dat wordt gebruikt voor toerisme en pleziervluchten.
Het station van Berck is gesloten, maar in buurgemeente Rang-du-Fliers bevindt zich het station Rang-du-Fliers - Verton, soms ook als Rang-du-Fliers - Verton - Berck gecommercialiseerd.

## Geboren in Berck-sur-Mer
- Mady Berry (1887-1965), actrice

## Nabijgelegen kernen
Merlimont, Rang-du-Fliers, Groffliers